# Liguilla Pre-Sudamericana (Chile)
La Liguilla Pre-Sudamericana o Copa Pre-Sudamericana (como se le denominó entre el 2002 y 2004) fue un minitorneo oficial de fútbol jugado en Chile con el objetivo de obtener el primer y segundo representante del país para la Copa Sudamericana. Se jugó desde el 2002 hasta 2016, exceptuando entre los años 2005 y 2013.

## Historia

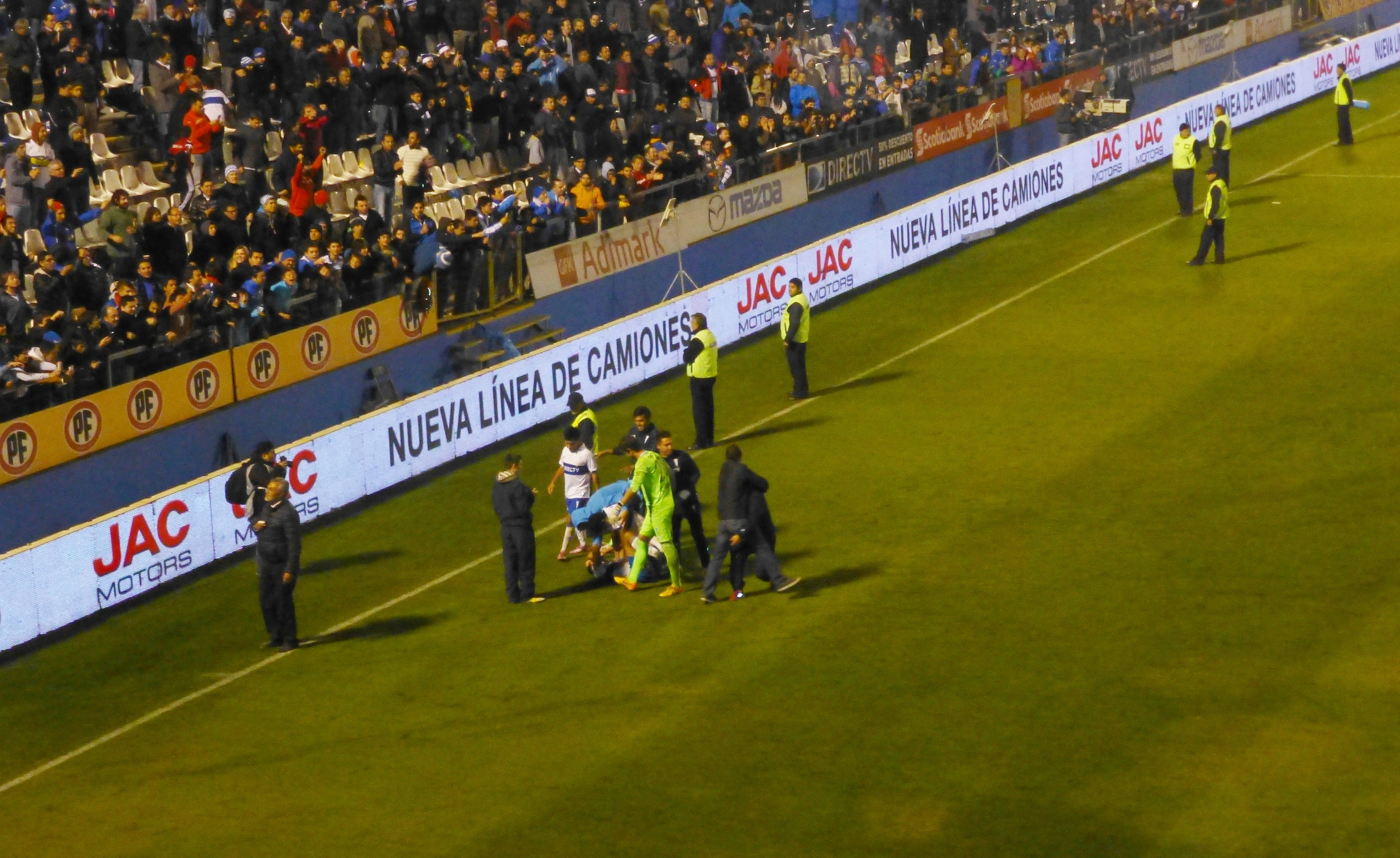
La alegría de Universidad Católica luego de imponerse en la final de la Liguilla Pre-Sudamericana o Postemporada 2015.

Cuando la Conmebol anunció la disputa de la Copa Sudamericana como anticipo de la Panamericana, reemplazo que nunca llegaría a concretarse de las extintas Merconorte y Mercosur, la ANFP propuso la disputa de un torneo fugaz para clasificarse al mencionado campeonato internacional.
En un principio la prensa apodaba a la competencia Copa Flash y, más a menudo, Torneo Relámpago.
Al fin la ANFP le denomina Copa Pre-Sudamericana y así se difunde entre el 2002 y 2004, también fue conocida familiarmente como Presudamericana.

## Modalidad del torneo
De esquema similar a la Copa Intertoto, el torneo poseía más de un ganador por año debido a que, al haber más de un cupo disponible, no había necesidad de que los vencedores de cada llave se eliminaran, a diferencia de la Liguilla Pre-Libertadores.

### Cambios en la reglamentación
Para los años 2005 y 2006 se determinó que clasificaran los equipos que terminaran en el primer y segundo lugar de la fase regular del Torneo de Apertura, Universidad Católica y Universidad de Chile el 2005, Colo-Colo y Huachipato al año siguiente. A partir del 2008 este sistema de clasificación directa relegó a la Liguilla Pre-Sudamericana.
Desde el 2009 la ANFP determinó que sólo el primer equipo de la fase regular (Unión Española) accediera de inmediato a la copa y el segundo surgiera de un partido entre el campeón de Copa Chile, Universidad de Concepción, y el segundo de la fase regular del Apertura, Universidad de Chile, clasificando este último conjunto. Las bases de la ANFP calificaron este encuentro como una definición, en ningún caso una Liguilla, y lo mismo ocurrió en el año 2010.

## Historial
| Año           | Ganador                                        |
| ------------- | ---------------------------------------------- |
| 2002          | Cobreloa y Santiago Wanderers                  |
| 2003          | Universidad Católica y Provincial Osorno       |
| 2004          | Santiago Wanderers y Universidad de Concepción |
| 2005-2006     | No se disputó                                  |
| 2007          | Colo-Colo y Audax Italiano                     |
| 2008-2013     | No se disputó                                  |
| 2014          | Cobresal                                       |
| Clausura 2015 | Universidad Católica                           |
| Apertura 2015 | Universidad Católica                           |
| Clausura 2016 | O'Higgins                                      |

## Palmarés por equipo
| Club                      | Total | Liguilla                       |
| Universidad Católica      | 3     | 2003 (invicto), C-2015, A-2015 |
| Santiago Wanderers        | 2     | 2002 (invicto), 2004           |
| Cobreloa                  | 1     | 2002 (invicto)                 |
| Cobresal                  | 1     | 2014                           |
| Audax Italiano            | 1     | 2007*                          |
| Colo Colo                 | 1     | 2007*                          |
| Universidad de Concepción | 1     | 2004                           |
| Provincial Osorno         | 1     | 2003 (invicto)                 |
| O'Higgins                 | 1     | C-2016                         |

*Disputaron un solo partido definitorio.

## Participaciones por equipo
| Club                      | Participaciones | Liguilla                   |
| ------------------------- | --------------- | -------------------------- |
| Universidad de Chile      | 1               | 2004                       |
| Cobreloa                  | 2               | 2004, 2014                 |
| Universidad Católica      | 4               | 2004, 2007, C-2015, A-2015 |
| Unión Española            | 1               | 2004                       |
| Colo-Colo                 | 2               | 2004, 2007                 |
| Universidad de Concepción | 3               | 2004, 2014, A-2015         |
| O'Higgins                 | 2               | C-2015, C-2016             |
| Palestino                 | 3               | 2004, 2014, A-2015         |
| Deportes Concepción       |                 |                            |
| Huachipato                | 2               | 2004, 2007                 |
| Unión La Calera           | 1               | C-2015                     |
| Cobresal                  | 2               | 2004, 2014                 |
| Everton                   | 1               | 2004                       |
| San Marcos de Arica       | 1               | C-2015                     |
| Audax Italiano            | 3               | 2004, 2007, A-2015         |
| Santiago Wanderers        | 2               | 2004, C-2016               |
| Deportes La Serena        | 1               | 2004                       |
| Deportes Iquique          | 1               | C-2016                     |
| Deportes Antofagasta      | 1               | C-2016                     |
| Deportes Temuco           | 1               | 2004                       |
| Rangers                   | 1               | 2004                       |
| Deportes Puerto Montt     | 1               | 2004                       |
| Coquimbo Unido            | 1               | 2004                       |
| Santiago Morning          |                 |                            |